# Станислав Будисављевић
Станислав племенити Будисављевић Приједорски, у фамилији познат и као Станко, (Бјелопоље код Коренице, 1839 — Пула, Истра, 20. септембар 1907) био је једини Србин који је био командант аустроугарске морнарице. Потиче из угледне личке војне породице Будисављевић, и то из оног огранка фамилије, који је носио племићки придјевак Приједорски.

## Биографија
Син је официра Будета и Софије, рођ. Марић. Браћа су му били: велики жупан Будислав, Јово и Манојло Будисављевић. Школовао се на Артиљеријској академији. Као артиљеријски натпоручник прешао је у управну службу Аустроугарске ратне морнарице, гдје је био генерални комесар. Захваљујући способностима и преданом раду стекао је највише почасти у служби и стигао до звања поморског генералног комесара у миру. Једно вријеме био је професор српског језика на Поморској академији у Ријеци. Потпомагао је националне тежње пулских Срба и католика (људи који су се тада почели осјећати Хрватима), у борби против германизације и италијанизације. Један је од оснивача Читаонице у Пули и њен дугогодишњи предсједник. Његов војни персонални картон доноси податке да је рођен у Бјелопоу, а као покрајина се наводи Војна граница (Militaergranz). У рубрици религија пише: гркоправославна. Ту су му дате лијепе и повољне оцјене. Под познавањем језика наводи се да говори и пише врло добро њемачки и српскохрватски, затим да говори италијански и нешто енглески. Наводи се и да је као учитељ илирског језика постигао знатан успјех у обуци полазника. У документу се хвале његова лојалност царевини, истиче се да није био припадник војске неке друге силе, потом умјеће рада с људима, па се као закључак наводи да у потпуности и без резерве одговара потребама службе. Носилац је Ордена гвоздене круне трећег реда и Ордена Франца Јозефа, као и више ратних и војних одликовања. Супруга му је била Њемица Адела Вајнсторп (Wainstorp). Имали су четири сина и четири ћерке: Владимира (2. мај 1873.), Будислава (3/15. август 1874.), Драгутина (6. август 1875.), Александра (21. новембар 1876.), Ернестину, Стефани, Хилдегарт и Амелију. Још један син је рођен 1879. али је непознато име и да ли је преживјео порођај. Имали су још једну ћерку Адапију која је умрла у 10. години. Опијело је одржано у православној цркви у Ријеци. Сви синови су крштени у православној цркви. Крштенице ћерки не постоје у матичним књигама крштених парохије светог оца Николаја у Ријеци. Умро је у 1907. године у 68. години живота, у Пули. Сахрањен је на Морнаричком аустроугарском гробљу у Пули. Посмртовницу му је жена штампала на њемачком језику јер је њоме обавјештавала углавном мужевљеве колеге, војна лица, у Аустрији о смрти свога мужа. На посмртовници се виде све његове титуле и имена ћерки. Епитаф је на њемачком језику, али је гроб, за разлику од већине осталих гробова, по православном обичају, окренут ка истоку. Епитаф је исклесан великим словима и гласи: К. u K. MARINEGENERALKOMISSAR Stanislav Budisavljević von Priedor, ritter des ordens der eisernen krone 3 kl und des Franc Joseph ordens besitzer der millitarverdiens der kriegs und ehrenmedaille fur 40 jahrige treue dienste ritter des konigl griechischen erloserordens etc etc gestorben am 20 september 1907 im 68 lebensjahre die trauernde familie. Пријевод на српски језик: Витез Реда Гвоздене круне трећег реда, Ордена Франца Јозефа за војне заслуге, Медаље части за четрдесет година оданости, витез грчког Ордена светог Спаситеља итд. итд. Преминуо 20. септембра 1907. у 68 години живота. Ожалошћена породица.